# Kolossowka (Omsk)
Kolossowka (russisch Колосо́вка) ist ein Dorf (selo) in der Oblast Omsk in Russland mit 5313 Einwohnern (Stand 14. Oktober 2010).

## Geographie
Der Ort liegt etwa 170 km Luftlinie nördlich des Oblastverwaltungszentrums Omsk im südlichen Teil des Westsibirischen Tieflands. Er befindet sich überwiegend am linken Ufer der linken Irtysch-Nebenflusses Oscha.
Kolossowka ist Verwaltungszentrum des Rajons Kolossowski sowie Sitz der Landgemeinde Kolossowskoje selskoje posselenije, zu der außerdem die Dörfer Kogotowo (7 km nördlich) und Treschtschotkino (4 km östlich) gehören.

## Geschichte
Als Gründungsjahr des Ortes, der nach dem Familiennamen des ersten Siedlers Kolossow benannt wurde, gilt 1626. Mitte des 19. Jahrhunderts wurde es Sitz einer Wolost und fortan als Nischne-Kolossowskoje, später Nischne-Kolossowka („Nieder-Kolossowka“) bezeichnet, zur Unterscheidung vom 1848 etwas weiter flussaufwärts gegründeten Dorf Werchne-Kolossowskoje, später Werchne-Kolossowka („Ober-Kolossowka“).
1924 wurde Nischne-Kolossowka Verwaltungssitz des Nischne-Kolossowski rajon, und dessen Name 1933 auf die heutige Form verkürzt. In den 1950er-Jahren wurden die mittlerweile zusammengewachsenen Dörfer unter dem heutigen Namen vereinigt.

### Bevölkerungsentwicklung
| Jahr | Einwohner | Anmerkung                    |
| ---- | --------- | ---------------------------- |
| 1869 | 574       | davon 83 Werchne-Kolossowka  |
| 1893 | 728       | davon 69 Werchne-Kolossowka  |
| 1912 | 962       | davon 77 Werchne-Kolossowka  |
| 1926 | 1264      | davon 100 Werchne-Kolossowka |
| 1939 | 2139      | nur Nischne-Kolossowka       |
| 1959 | 3294      |                              |
| 1970 | 4121      |                              |
| 1979 | 5334      |                              |
| 1989 | 5891      |                              |
| 2002 | 5829      |                              |
| 2010 | 5313      |                              |

Anmerkung: ab 1926 Volkszählungsdaten

## Verkehr
Nach Kolossowka führt die Oscha abwärts die Regionalstraße 52K-34, die im 70 km südwestlich gelegenen Starosoldatskoje von der 52K-30 Tjukalinsk – Bolschije Uki abzweigt (im gut 100 km entfernten Tjukalinsk besteht Anschluss an die föderale Fernstraße R402 Tjumen – Omsk). Von Kolossowka zunächst weiter das linke Ufer der Oscha abwärts verläuft die 52K-31 ins etwa 70 km entfernte Tara am Irtysch, Endpunkt der 52K-4 von Omsk, von Kolossowka nach Süden als kürzeste Verbindung in Richtung Omsk die 52K-9 ins benachbarte, etwa 100 km entfernte Rajonzentrum Sargatskoje, ebenfalls an der 52K-4.
Die nächstgelegenen Bahnstationen befinden sich an der Transsibirischen Eisenbahn in Omsk und Nasywajewsk (erreichbar über Tjukalinsk), per Straße jeweils etwa 200 km von Kolossowka entfernt.